# Operacja Alsos
Operacja Alsos (ang. Alsos Mission) – kryptonim amerykańskiej akcji wywiadowczej mającej na celu zbieranie informacji na temat niemieckich badań naukowych, a w szczególności prac nad bombą atomową.
Operacja była prowadzona w latach 1943–1945. Pierwszy zespół został wysłany do Włoch we wrześniu 1943 roku. Dowodził nią pułkownik Boris Pash, a szefem naukowym był holenderski fizyk Samuel Goudsmit. To właśnie ten zespół po powstaniu drugiego frontu w Normandii w czerwcu 1944 roku odkrył, że Niemcy, choć pracują nad bombą atomową, są jeszcze bardzo zapóźnieni w stosunku do aliantów.